# Thomas Dörflein

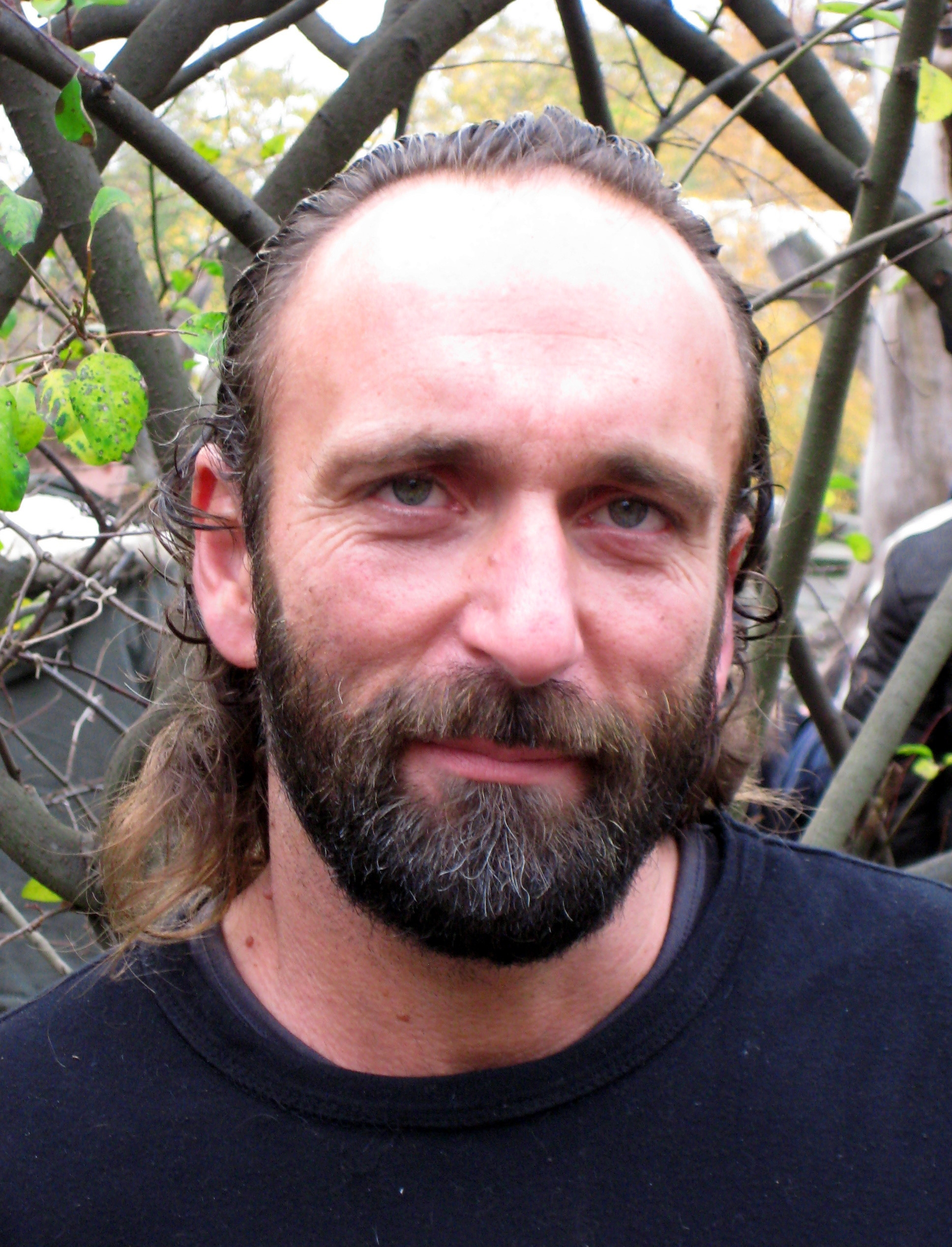
Thomas Dörflein

Thomas Dörflein (West-Berlijn, 13 oktober 1963 - Berlijn, 22 september 2008) was een Duitse dierenverzorger die werkte in de Zoologischer Garten Berlin. Hij werd bekend als de verzorger van het ijsbeertje Knut, dat geboren werd in de Berlijnse dierentuin.
Dörflein werd geboren in Wedding, groeide op in Spandau en werkte sinds 1982 als verzorger in de Zoologischer Garten Berlin. Sinds 1987 werkte hij als opzichter bij de beren en wolfachtigen. Toen op 5 december 2006 voor het eerst in dertig jaar een ijsbeer geboren werd in de dierentuin en deze door zijn moeder verstoten werd, onderscheidde hij zich door de zorg voor de ijsberenbaby, die Knut werd genoemd, op zich te nemen. Voor zijn inzet ontving hij verschillende Duitse onderscheidingen en erkenningen.
Thomas Dörflein overleed op 44-jarige leeftijd aan een hartaanval te Wilmersdorf. Ruim twee jaar later stierf ook Knut.

## Filmografie
- 1994 : Berliner Zoogeschichten
- 2006 : Berliner Schnauzen
- 2007 : Knut! – Aus der Kinderstube eines Eisbären
- 2007 : Hallo Knut!
- 2007 : Frohe Pfingsten, Knut!
- 2007 : Knut, das Eisbärbaby
- 2007 : Knut, der Eisbärjunge
- 2007 : Panda, Gorilla & Co.
- 2007 : Happy Birthday, Knut!
- 2007 : Verrückt nach Knut – Ein Eisbär erobert die Welt
- 2008 : Roter Teppich für Knut
- 2008 : Knut und seine Freunde
- 2010 : Knut - Ein Eisbär wird halbstark

## Afbeeldingen

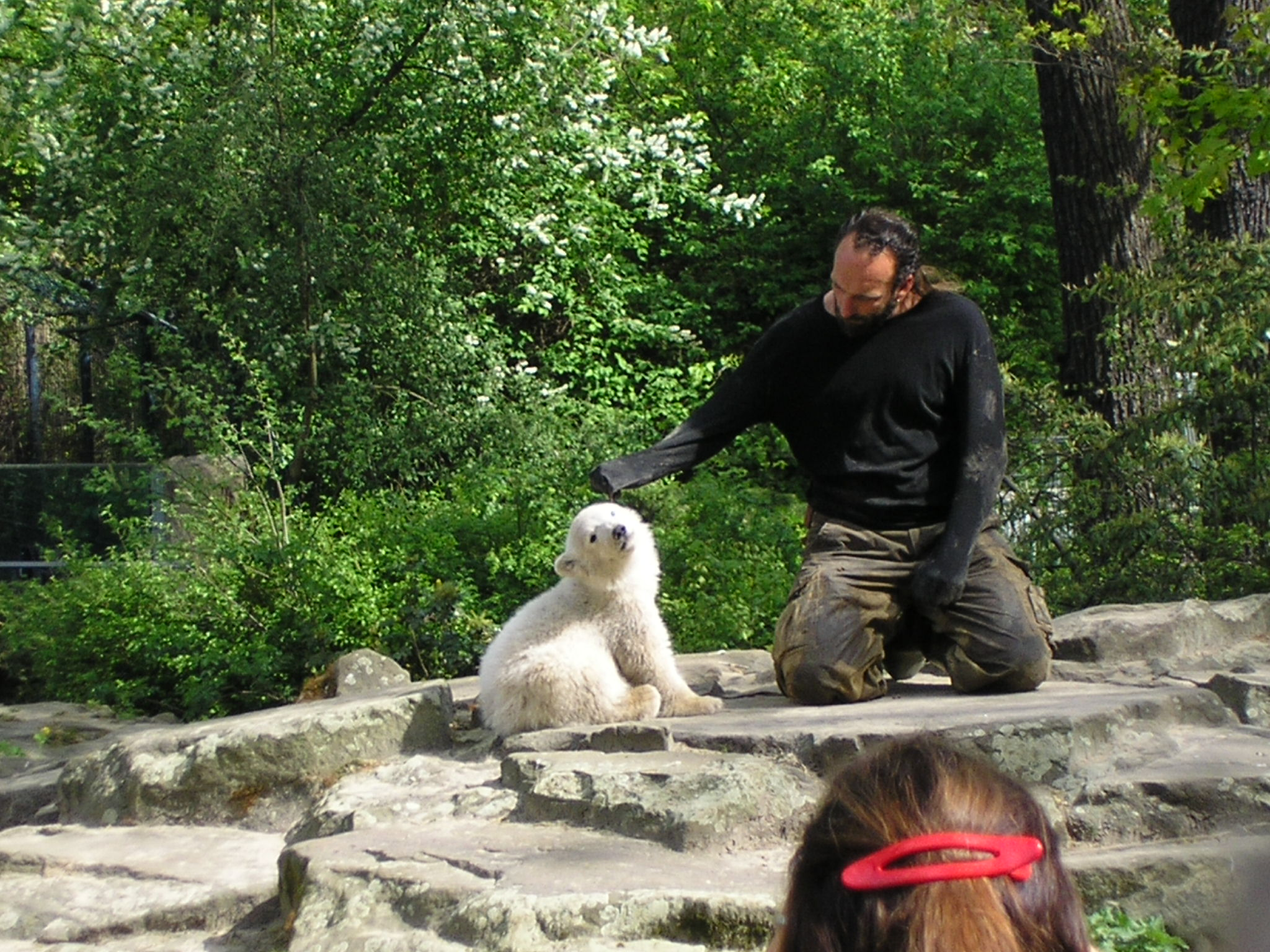
april 2007
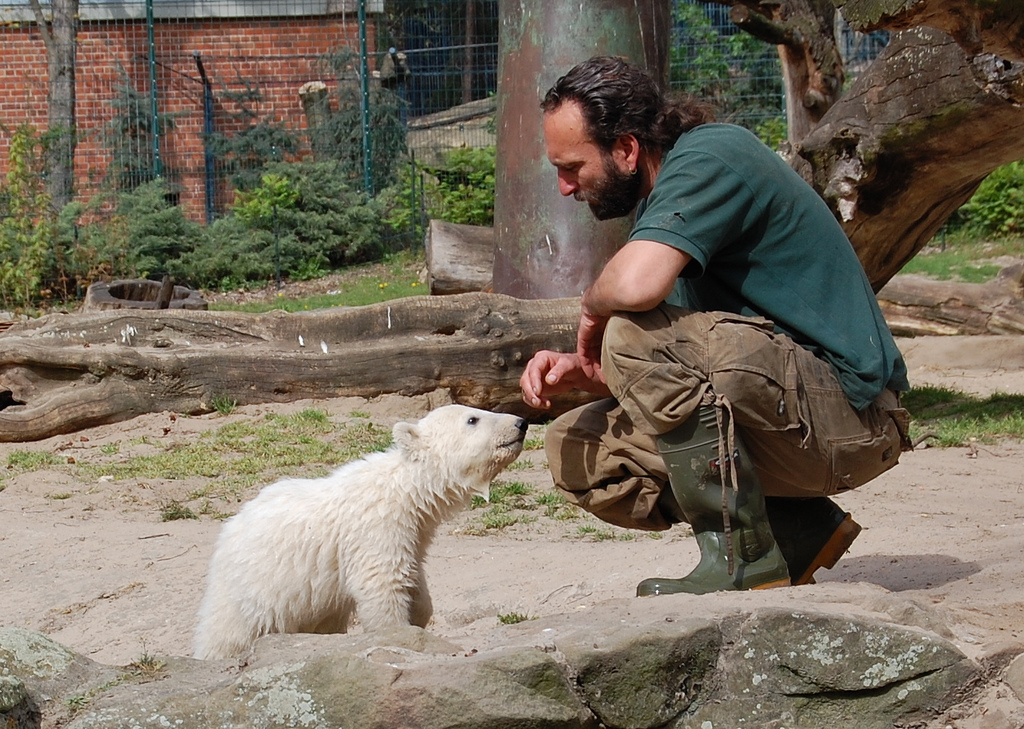
april 2007
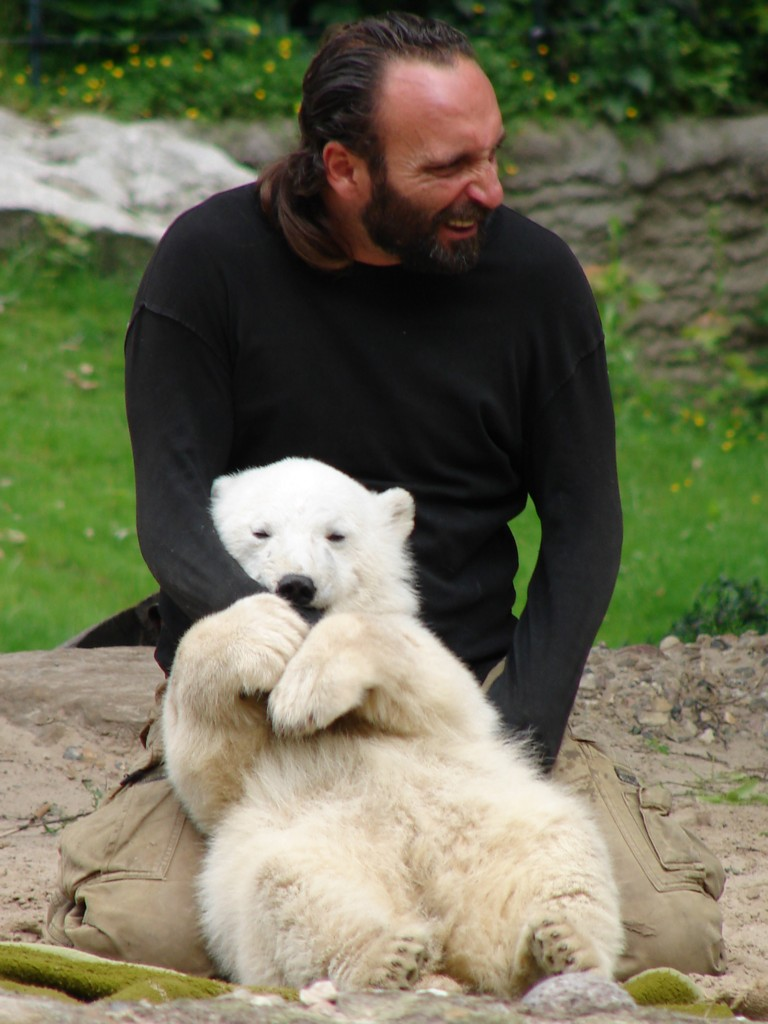
mei 2007
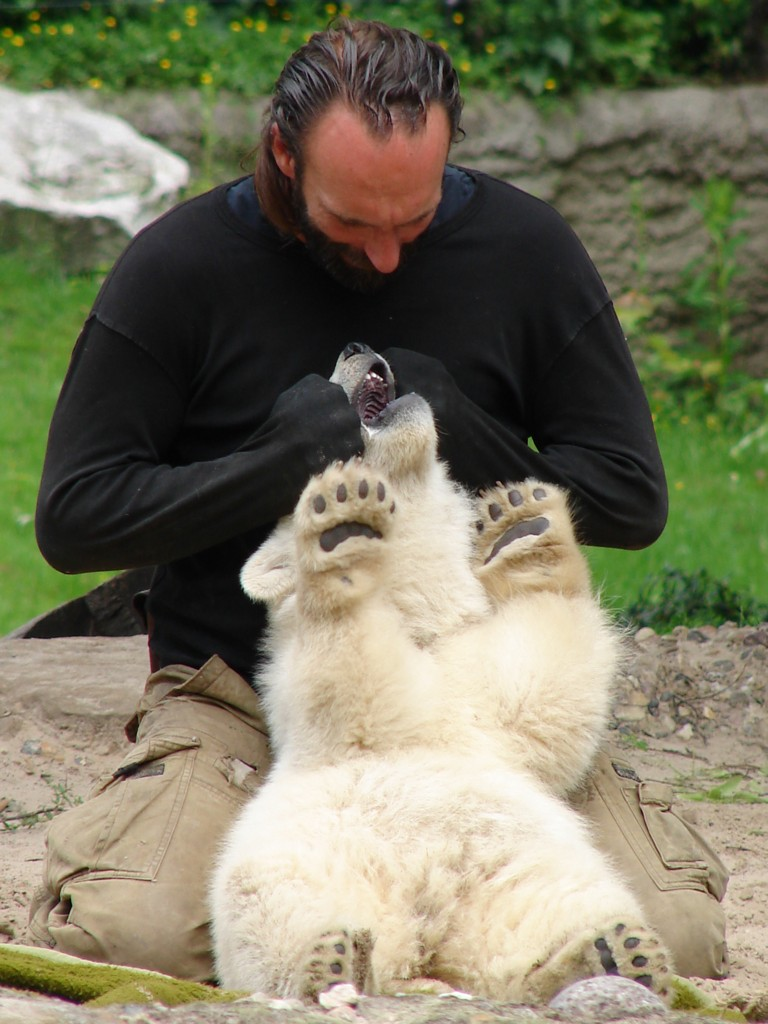
mei 2007